# Lafer Indústria e Comércio

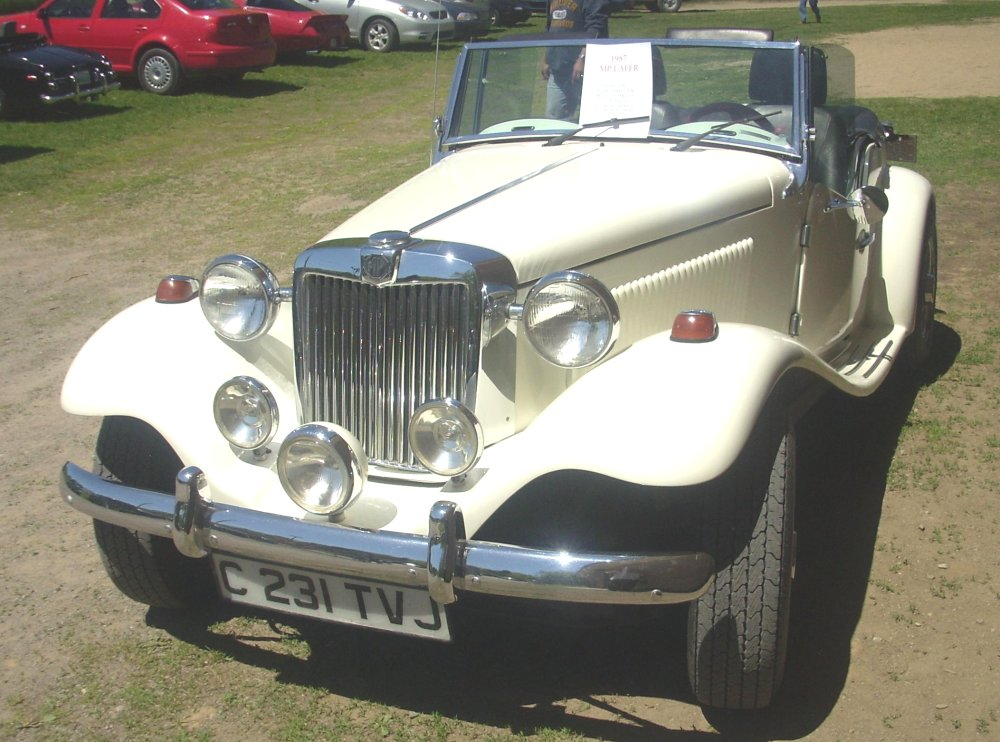
MP Lafer

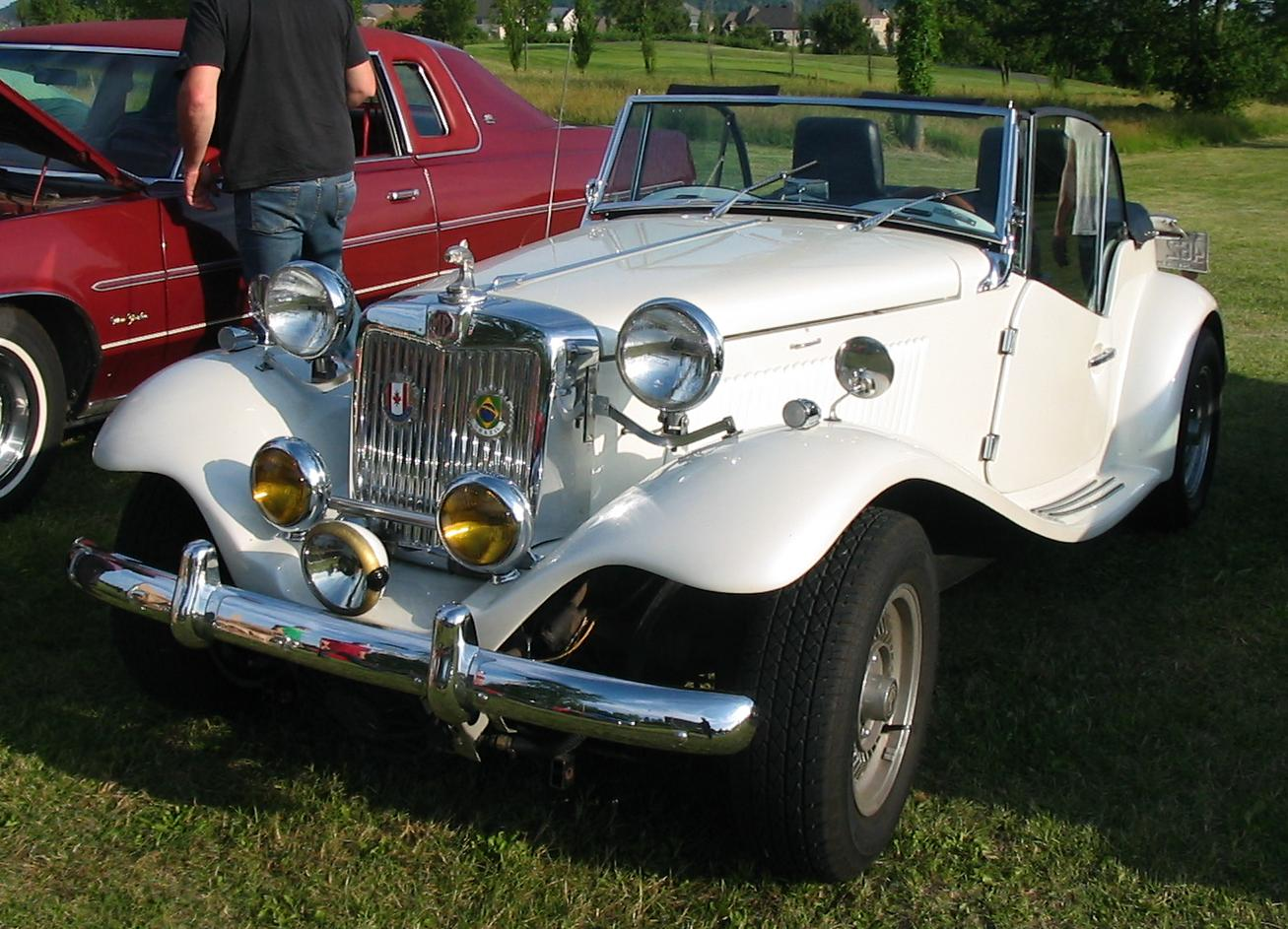
MP Lafer

Lafer S.A. Indústria e Comércio ist ein brasilianisches Unternehmen und ehemaliger Hersteller von Automobilen.

## Unternehmensgeschichte
Das Unternehmen wurde 1927 in São Paulo zur Herstellung von Möbeln gegründet. Percyval Lafer, einer der drei Brüder, denen das Unternehmen gehörte, entwickelte ein Auto. Das erste Fahrzeug wurde 1972 auf einer einheimischen Automobilausstellung und 1973 auf der Brüsseler Automobilmesse präsentiert. Im Mai 1974 begann die Serienproduktion in einem Werk in São Bernardo do Campo. Die Markennamen lauteten Lafer und MP. 1990 endete die Fahrzeugproduktion. Eine Quelle gibt davon abweichend an, dass die Produktion bis 2009 lief. Insgesamt entstanden über 4300 Fahrzeuge.
Als Möbelhersteller existiert das Unternehmen heute noch.

## Export
Die Fahrzeuge wurden in 17 oder 24 Länder exportiert. Kühn aus Hamburg und Scheib aus Ansbach waren die deutschen Importeure. Insgesamt wurden etwa 1000 Fahrzeuge exportiert. Italien nahm die meisten Fahrzeuge ab.

## Fahrzeuge
Der erste Prototyp wurde MGT genannt. Dies war die Nachbildung des MG TD. Die Basis bildete das Fahrgestell vom VW Käfer. Darauf wurde eine Karosserie aus Fiberglas montiert.
In der Serienversion hieß das Modell MP Lafer. Der luftgekühlte Vierzylinder-Boxermotor mit 1500 cm³ Hubraum, einem Vergaser und 52 PS Leistung war im Heck montiert und trieb die Hinterräder an. Noch 1974, nach der Auslieferung der ersten 40 Wagen, erhielten die Fahrzeuge den größeren Motor vom VW Brasília mit 1600 cm³ Hubraum und 60 PS Leistung.
Der zwischen 1978 und 1990 hergestellte MP TI war eine Abwandlung des MP Lafer mit dem gleichen Motor.
Ab 1986 wurde der Prototyp MP-TX entwickelt. Er hatte einen wassergekühlten Vierzylinder-Reihenmotor von Volkswagen do Brasil mit 1800 cm³ Hubraum als Frontmotor.
Ab 1976 gab es kurzzeitig auch den Lafer LL. Dies war ein Coupé mit 2 + 2 Sitzen, entworfen von Rigoberto Soler. Der Sechszylindermotor mit 4100 cm³ Hubraum, Dreifachvergaser und 200 PS kam vom Chevrolet Opala. Von diesem Modell entstanden nur sechs Fahrzeuge.
Eine Quelle nennt auch das Modell Z als Nachfolger des Lafer LL.